# Archivo Español de Arqueología
Archivo Español de Arqueología és una revista científica d'arqueologia publicada pel Consell Superior d'Investigacions Científiques.

## Història

### Antecedents i fundació (1925-1939)
Entre els anys 1925 i el 1937 aparegué com a Archivo Español de Arte y Arqueología i, a partir del 1940, com a publicació independent. S'hi han publicat, principalment, treballs referits a la península Ibèrica. Quan en 1925 aparèix una revista específica relacionada amb l'arqueologia, responia a una necessitat, la de completar un espai en l'ampli camp de les publicacions científiques. La història de la revista no es pot desvincular en cap moment de la història de l'institució que l'acull i la promou ni de la dels seus protagonistes.

### Segona etapa (1940-1950)
Després d'una paràlisi a causa de la guerra, la revista reprén les seves publicacions a partir del juliol de 1940. Es separa en dues revistes independents, l'Archivo Español de Arqueología i l'Archivo Español de Arte.

### Tercera etapa (des de 1951)
Aquesta etapa comença el 1951 amb la creació d'un Institut d'Arqueologia independent, separat del d'Art, l'Instituto Español de Arqueología "Rodrigo Caro", que fins al 1958 adoptaria el nom de Instituto de Arqueología y Prehistoria. En paral·lel es creava també l'Instituto Español de Arte "Diego Velázquez".
Entre els anys 1990 i 2000 es produeix una reactivació de la revista, sota la direcció de Luís Caballero. A partir de l'any 2000 agafa la direcció Javier Arce.